# Fußball-Club Würzburger Kickers 2013-2014
Questa voce raccoglie le informazioni riguardanti il Fußball-Club Würzburger Kickers nelle competizioni ufficiali della stagione 2013-2014.

## Stagione
Nella stagione 2013-2014 il Würzburger Kickers, allenato da Dieter Wirsching, concluse il campionato di Regionalliga Baviera all'11º posto.

## Rosa
| N. |                     | Ruolo | Calciatore          |
| -- | ------------------- | ----- | ------------------- |
| 1  | Germania (bandiera) | P     | Daniel Tsiflidis    |
| 2  | Germania (bandiera) | D     | Moritz Vollmer      |
| 3  | Germania (bandiera) | D     | Alexander Weidner   |
| 4  | Germania (bandiera) | D     | Andreas Bauer       |
| 6  | Germania (bandiera) | D     | Peter Endres        |
| 7  | Germania (bandiera) | C     | Frank Wirsching     |
| 8  | Albania (bandiera)  | C     | Adrian Istrefi      |
| 9  | Germania (bandiera) | C     | Nicolas Wirsching   |
| 10 | Brasile (bandiera)  | A     | Ricardo Borba       |
| 11 | Germania (bandiera) | A     | Corvin Behrens      |
| 12 | Ghana (bandiera)    | C     | Joseph Mensah       |
| 13 | Germania (bandiera) | D     | Niklas Weißenberger |
| 14 | Grecia (bandiera)   | C     | Ioannis Karsanidis  |
| 15 | Iraq (bandiera)     | A     | Fazdel Tahir        |
| 16 | Germania (bandiera) | D     | Jens Trunk          |

| N. |                        | Ruolo | Calciatore          |
| -- | ---------------------- | ----- | ------------------- |
| 18 | Serbia (bandiera)      | A     | Zajo Desić          |
| 20 | Germania (bandiera)    | C     | Manuel Duhnke       |
| 21 | Germania (bandiera)    | D     | Daniel Donaldson    |
| 22 | Germania (bandiera)    | D     | Pascal Bieler       |
| 23 | Slovenia (bandiera)    | A     | Maksut Azizi        |
| 24 | Germania (bandiera)    | P     | Malte Schulze-Happe |
| 25 | Germania (bandiera)    | P     | André Koob          |
| 26 | Germania (bandiera)    | A     | Daniel Diroll       |
| 28 | Romania (bandiera)     | A     | Cristian Dan        |
| 30 | Germania (bandiera)    | C     | Marco Haller        |
| 32 | Germania (bandiera)    | C     | Carl Murphy         |
| 37 | Germania (bandiera)    | A     | Christopher Bieber  |
|    | Germania (bandiera)    | C     | Adrian Graf         |
|    | Paesi Bassi (bandiera) | C     | Ben Verberkt        |
|    | Russia (bandiera)      | A     | Sergey Zimin        |

## Organigramma societario
Area tecnica
- Allenatore: Dieter Wirsching
- Allenatore in seconda: Lamine Cissé
- Preparatore dei portieri: Frank Gollwitzer
- Preparatori atletici:
- Analisi video:

## Calciomercato

### Sessione estiva
| Acquisti | Acquisti            | Acquisti          | Acquisti |
| R.       | Nome                | da                | Modalità |
| -------- | ------------------- | ----------------- | -------- |
| A        | Corvin Behrens      | Goslarer          |          |
| D        | Pascal Bieler       | Wehen Wiesbaden   |          |
| A        | Daniel Diroll       | Norimberga II     |          |
| D        | Peter Endres        | Goslarer          |          |
| C        | Marco Haller        | Aalen             |          |
| C        | Ioannis Karsanidis  | Würzburg          |          |
| D        | Niklas Weißenberger | Greuther Fürth II |          |

| Cessioni | Cessioni               | Cessioni          | Cessioni |
| R.       | Nome                   | a                 | Modalità |
| -------- | ---------------------- | ----------------- | -------- |
| A        | Alban Ramaj            | Homburg           |          |
| D        | Sebastian Sonnenberger | Kaiserslautern II |          |

### Sessione invernale
| Acquisti | Acquisti | Acquisti | Acquisti |
| R.       | Nome     | da       | Modalità |
| -------- | -------- | -------- | -------- |

| Cessioni | Cessioni           | Cessioni | Cessioni |
| R.       | Nome               | a        | Modalità |
| -------- | ------------------ | -------- | -------- |
| D        | Alexander Konjevic | Amberg   |          |

## Risultati

### Regionalliga

#### Girone di andata
| Arbitro: | Dietz |

|                                         |           |           |
| Jäckel 13’ Mache 75’ Krautschneider 78’ | Marcatori | 30’ Borba |

| Arbitro: | Pflaum |

|                      |           |                                              |
| Haller 48’ Borba 57’ | Marcatori | 46’, 56’ Green 62’ Schweinsteiger 86’ Schöpf |

| Arbitro: | Riepl |

|  |           |                             |
|  | Marcatori | 33’ (rig.) Borba 87’ Haller |

| Arbitro: | Beretic |

|                                                 |           |                  |
| Bieber 3’, 45’, 70’ Weißenberger 26’ Duhnke 62’ | Marcatori | 33’ (rig.) Stolz |

| Arbitro: | Badstübner |

|  |           |                                      |
|  | Marcatori | 36’ Bieber 56’ Behrens 67’ Wirsching |

| Arbitro: | Hartl |

|  |           |             |
|  | Marcatori | 34’ Bonfert |

| Arbitro: | Berg |

|  |           |               |
|  | Marcatori | 50’ Wirsching |

| Würzburg 14 agosto 2013, ore 18:30 CEST 8ª giornata | Kickers Würzburg | 0 – 0 referto | Rosenheim 1860 | flyeralarm Arena (722 spett.)\| Arbitro: \| Treiber \| |
| Arbitro:                                            | Treiber          |               |                |                                                        |

| Arbitro: | Schalk |

|  |           |                               |
|  | Marcatori | 45’ (rig.) Bieber 90’ Istrefi |

| 24 agosto 2013 10ª giornata |  | – turno di riposo |  |  |

| Arbitro: | Beretic |

|           |           |                         |
| Bieber 8’ | Marcatori | 70’ (rig.) Ott 75’ Jais |

| Arbitro: | Solter |

|                         |           |           |
| Gallmaier 35’, 70’, 77’ | Marcatori | 63’ Borba |

| Arbitro: | Pongratz |

|                                         |           |                          |
| Duhnke 10’, 76’ Borba 58’ Wirsching 90’ | Marcatori | 36’ Spies 47’ Nonnweiler |

| Arbitro: | Berg |

|                         |           |                        |
| Akbulut 39’ Kolbeck 72’ | Marcatori | 74’ Bieber 83’ Behrens |

| Arbitro: | Emmer |

|                     |           |                     |
| Borba 9’ Bieber 65’ | Marcatori | 1’ Jainta 42’ Ofosu |

| Arbitro: | Grimmeißen |

|               |           |            |
| Denk 56’, 71’ | Marcatori | 42’ Haller |

| Arbitro: | Riepl |

|  |           |                             |
|  | Marcatori | 13’ Alipour-Rafi 50’ Cheron |

| Arbitro: | Hanslbauer |

|                      |           |               |
| Schäffler 34’ (rig.) | Marcatori | 32’ Wirsching |

| Arbitro: | Zacher |

|                                                                            |           |  |
| Duhnke 6’ Bieber 18’ Wirsching 29’ Murphy 52’ Endres 76’ Bieler 82’ (rig.) | Marcatori |  |

#### Girone di ritorno
| Arbitro: | Pongratz |

|            |           |            |
| Haller 25’ | Marcatori | 34’ Jäckel |

| Arbitro: | Beretic |

|                                                      |           |                                        |
| Strieder 1’ Schöpf 23’ Friesenbichler 44’ Scholz 68’ | Marcatori | 70’ (aut.) Green 84’, 90’ (rig.) Borba |

| Arbitro: | Schieder |

|                                                    |           |                           |
| Konjevic 42’ Borba 44’ Behrens 52’, 80’ Haller 56’ | Marcatori | 20’ Habermeyer 82’ Yılmaz |

| Seligenporten 16 novembre 2013, ore 14:00 CET 23ª giornata | Seligenporten | 0 – 0 referto | Kickers Würzburg | M.A.R.ena (278 spett.)\| Arbitro: \| Achmüller \| |
| Arbitro:                                                   | Achmüller     |               |                  |                                                   |

| Arbitro: | Riepl |

|             |           |          |
| Behrens 45’ | Marcatori | 30’ Hahn |

| Arbitro: | Hanslbauer |

|  |           |            |
|  | Marcatori | 15’ Bieber |

| Arbitro: | Riepl |

|  |           |           |
|  | Marcatori | 5’ Clarke |

| Arbitro: | Pongratz |

|                                                         |           |                   |
| Einsiedler 43’, 77’ Majdancevic 51’ Sari 70’ Achatz 74’ | Marcatori | 30’ (aut.) Achatz |

| Arbitro: | Solter |

|                       |           |                                |
| Haller 45’ Bieber 62’ | Marcatori | 69’ (rig.) Schmitt 81’ Ebeling |

| 29 marzo 2014 29ª giornata |  | – turno di riposo |  |  |

| Arbitro: | Beretic |

|            |           |  |
| Köppel 60’ | Marcatori |  |

| Arbitro: | Zacher |

|                                   |           |                 |
| Behrens 18’ Mensah 76’ Diroll 90’ | Marcatori | 71’ (rig.) Eibl |

| Arbitro: | Grimmeißen |

|                                                |           |  |
| Theisen 5’ Čolak 11’ Tekerci 63’ Stępiński 69’ | Marcatori |  |

| Arbitro: | Schieder |

|                                               |           |                          |
| Behrens 20’ Haller 27’ Bieber 30’ (rig.), 74’ | Marcatori | 32’ Steininger 44’ Klose |

| Ingolstadt 16 aprile 2014, ore 19:00 CEST 34ª giornata | Ingolstadt 04 II | 0 – 0 referto | Kickers Würzburg | ESV-Stadion (120 spett.)\| Arbitro: \| Emmer \| |
| Arbitro:                                               | Emmer            |               |                  |                                                 |

| Arbitro: | Solter |

|            |           |  |
| Bieber 35’ | Marcatori |  |

| Arbitro: | Beitinger |

|                 |           |                          |
| Fiordellisi 67’ | Marcatori | 17’ Karsanidis 90’ Borba |

| Arbitro: | Badstübner |

|                       |           |                      |
| Behrens 9’ Bieber 22’ | Marcatori | 41’ Reck 55’ Görtler |

| Arbitro: | Treiber |

|                                  |           |            |
| Kura 27’ Pál 75’ (rig.) Kurz 90’ | Marcatori | 16’ Bieber |

## Statistiche

### Statistiche di squadra
| Competizione         | Punti | In casa | In casa | In casa | In casa | In casa | In casa | In trasferta | In trasferta | In trasferta | In trasferta | In trasferta | In trasferta | Totale | Totale | Totale | Totale | Totale | Totale | DR |
| Competizione         | Punti | G       | V       | N       | P       | Gf      | Gs      | G            | V            | N            | P            | Gf           | Gs           | G      | V      | N      | P      | Gf     | Gs     | DR |
| -------------------- | ----- | ------- | ------- | ------- | ------- | ------- | ------- | ------------ | ------------ | ------------ | ------------ | ------------ | ------------ | ------ | ------ | ------ | ------ | ------ | ------ | -- |
| Regionalliga Baviera | 49    | 18      | 7       | 6       | 5       | 39      | 26      | 18           | 6            | 4            | 8            | 22           | 29           | 36     | 13     | 10     | 13     | 61     | 55     | +6 |
| Totale               | 49    | 18      | 7       | 6       | 5       | 39      | 26      | 18           | 6            | 4            | 8            | 22           | 29           | 36     | 13     | 10     | 13     | 61     | 55     | +6 |

### Andamento in campionato
| Giornata  | 1  | 2  | 3  | 4 | 5 | 6 | 7 | 8 | 9 | 10 | 11 | 12 | 13 | 14 | 15 | 16 | 17 | 18 | 19 | 20 | 21 | 22 | 23 | 24 | 25 | 26 | 27 | 28 | 29 | 30 | 31 | 32 | 33 | 34 | 35 | 36 | 37 | 38 |
| --------- | -- | -- | -- | - | - | - | - | - | - | -- | -- | -- | -- | -- | -- | -- | -- | -- | -- | -- | -- | -- | -- | -- | -- | -- | -- | -- | -- | -- | -- | -- | -- | -- | -- | -- | -- | -- |
| Luogo     | T  | C  | T  | C | T | C | T | C | T |    | C  | T  | C  | T  | C  | T  | C  | T  | C  | C  | T  | C  | T  | C  | T  | C  | T  | C  |    | T  | C  | T  | C  | T  | C  | T  | C  | T  |
| Risultato | P  | P  | V  | V | V | P | V | N | V |    | P  | P  | V  | N  | N  | P  | P  | N  | V  | N  | P  | V  | N  | N  | V  | P  | P  | N  |    | P  | V  | P  | V  | N  | V  | V  | N  | P  |
| Posizione | 16 | 19 | 11 | 7 | 4 | 8 | 4 | 3 | 3 | 5  | 8  | 10 | 8  | 9  | 8  | 10 | 10 | 11 | 10 | 9  | 11 | 11 | 10 | 9  | 9  | 9  | 10 | 11 | 12 | 12 | 11 | 11 | 10 | 11 | 11 | 11 | 11 | 11 |

Legenda:

Luogo: C = Casa; T = Trasferta. Risultato: V = Vittoria; N = Pareggio; P = Sconfitta.

### Statistiche dei giocatori
| M. Azizi         | 20 | 0  | 3 | 0 |
| A. Bauer         | 3  | 0  | 2 | 0 |
| C. Behrens       | 31 | 8  | 1 | 0 |
| C. Bieber        | 32 | 16 | 7 | 1 |
| P. Bieler        | 32 | 1  | 3 | 0 |
| R. Borba         | 32 | 10 | 9 | 0 |
| C. Dan           | 11 | 0  | 1 | 0 |
| Z. Desić         | 0  | 0  | 0 | 0 |
| D. Diroll        | 6  | 1  | 0 | 0 |
| D. Donaldson     | 11 | 0  | 2 | 0 |
| M. Duhnke        | 28 | 4  | 3 | 0 |
| P. Endres        | 22 | 1  | 2 | 0 |
| A. Graf          | 10 | 0  | 2 | 0 |
| M. Haller        | 31 | 7  | 7 | 0 |
| A. Istrefi       | 23 | 1  | 2 | 0 |
| I. Karsanidis    | 13 | 1  | 3 | 0 |
| A. Konjevic      | 17 | 1  | 4 | 0 |
| A. Koob          | 7  | 0  | 0 | 0 |
| J. Mensah        | 28 | 1  | 9 | 1 |
| C. Murphy        | 25 | 1  | 6 | 1 |
| M. Schulze-Happe | 0  | 0  | 0 | 0 |
| F. Tahir         | 0  | 0  | 0 | 0 |
| J. Trunk         | 11 | 0  | 3 | 1 |
| D. Tsiflidis     | 29 | 0  | 0 | 0 |
| B. Verberkt      | 2  | 0  | 0 | 0 |
| M. Vollmer       | 7  | 0  | 0 | 0 |
| A. Weidner       | 0  | 0  | 0 | 0 |
| N. Weißenberger  | 32 | 1  | 6 | 1 |
| F. Wirsching     | 24 | 5  | 2 | 0 |
| N. Wirsching     | 13 | 0  | 2 | 0 |
| S. Zimin         | 0  | 0  | 0 | 0 |